# Respuesta sexual humana
La respuesta sexual humana es el conjunto de cambios físicos y hormonales que experimentan los seres humanos ante el estímulo sexual. 
Fue estudiada por los célebres William Masters, ginecólogo, y Virginia Johnson, sexóloga, que describieron cuatro fases, a las que nombraron: excitación, meseta, orgasmo y resolución.

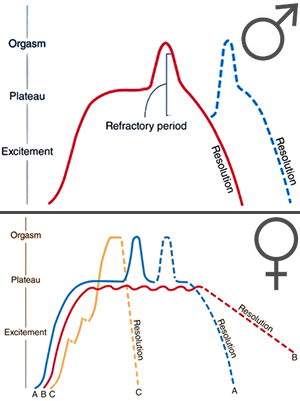
Los diferentes tipos de ciclo de respuesta sexual según Masters y Johnson: Los hombres (arriba) y las mujeres (abajo)

## Fases

### Fase de deseo sexual
La estimulación de los impulsos sexuales es diferente para cada sexo, aunque comparte el origen psíquico para activar la respuesta sexual: los pensamientos son inducidos por las percepciones sensoriales, durante esta fase, principalmente a través de la visión, que estimulan áreas del cerebro relacionadas con la fantasía e imaginación. A su vez existen conexiones con centros de control hormonal que secretan testosterona y hormona luteinizante,  capaces de incrementar el deseo sexual.
Durante esta fase no se observan cambios orgánicos evidentes. Sin embargo, la fase de deseo o apetito sexual debe ocurrir para que un individuo se predisponga a la actividad sexual, en la mayoría de casos, no en todos.

### Fase de excitación
La excitación es la segunda fase, y puede desencadenarse por una enorme variedad de estímulos: la visión de un cuerpo desnudo, una caricia, olores, la pronunciación o audición de ciertas palabras y un largo etcétera. Aún no hay evidencia sobre un estímulo capaz de excitar específicamente a hombres o mujeres, pero la idea convencional atribuye al varón el ámbito de lo visual y a la mujer un espectro sensorial más amplio (tacto, mirada, palabra, gestos), aunque faltan pruebas concluyentes que confirmen la creencia popular.
Durante la excitación, el pene se agranda, endurece y eleva, volviéndose erecto, mientras que la vagina se lubrica y dilata, al igual que la vulva.

### Fase de meseta
En esta etapa la respiración está entrecortada, el pulso cardíaco aumenta y todos los efectos de la excitación se desarrollan. También aparece el rubor sexual (enrojecimiento notorio en el área del pecho y rostro). La tensión muscular aumenta. Al aproximarse el orgasmo (inmediatamente posterior a la fase de meseta) es habitual una sensación de apremio por descargar la tensión sexual acumulada.
Si la excitación desaparece durante la meseta o se interrumpe la llegada del orgasmo, pueden producirse sensaciones molestas. El hombre experimenta ligero dolor en los testículos y la mujer, congestión a nivel genital.

#### Hombres

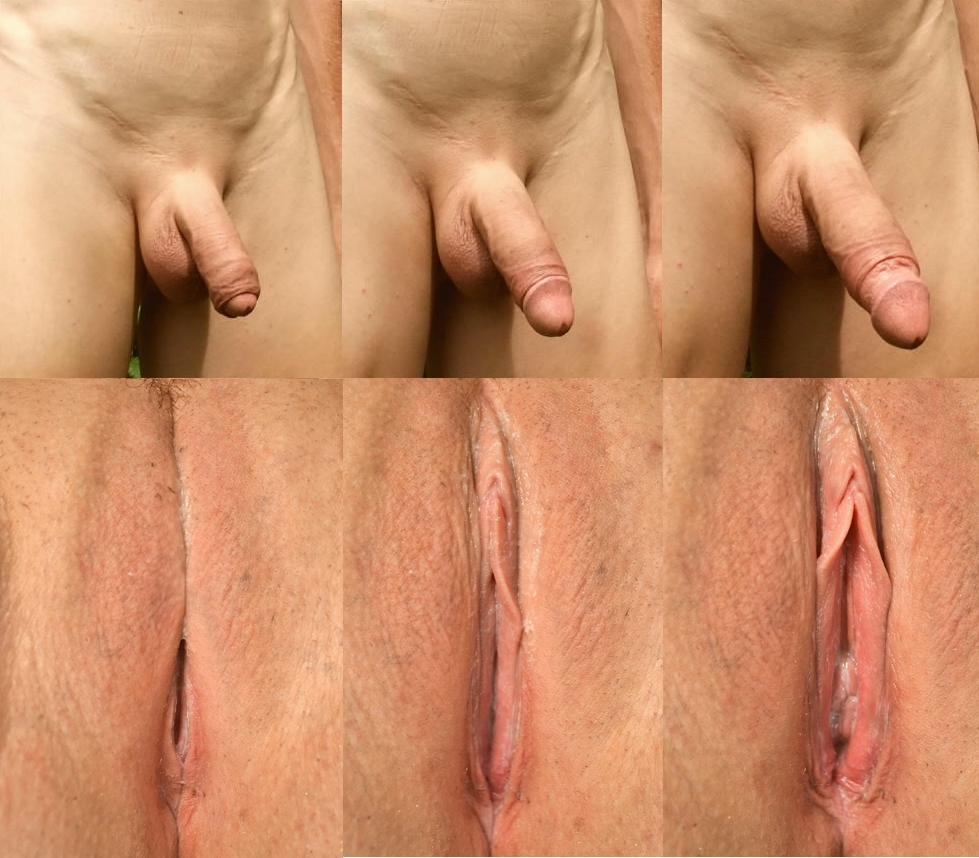
La fase de excitación está caracterizada por la vasocongestión de los genitales.

Cuando la fase de excitación llega hasta su punto máximo, todos los cambios se mantienen en su nivel más alto durante un cierto tiempo llamado «meseta», proporcionando una agradable sensación de placer. El varón puede notar una especie de presión o calor en la zona de la pelvis, que está provocada por el estrechamiento de los vasos sanguíneos, especialmente en las vesículas seminales y la próstata. Durante este momento de aparente calma, la tensión muscular se incrementa, el ritmo cardíaco y la respiración se aceleran y aumenta la presión sanguínea.
La duración de esta fase es muy variable. Hay parejas que la prolongan voluntariamente por medio de juegos amorosos, para conseguir una mayor satisfacción.

#### Mujeres
Los cambios alcanzados en la fase anterior de excitación se mantienen e intensifican también en la mujer durante un cierto tiempo. Quizás la variación más significativa es que el clítoris se retrae de nuevo bajo la membrana que lo recubre (capuchón), haciéndose menos accesible. Poco a poco, los niveles de excitación se van incrementando para preparar la llegada del orgasmo. Los pechos aumentan de tamaño y la areola se dilata. La vagina sigue expandiéndose. Aumenta la congestión vascular en los labios menores. Los labios mayores se separan aún más. Algunas mujeres presentan manchas rojizas por algunas zonas del cuerpo. Este fenómeno es conocido como «rubor sexual» y no debe preocupar, pues obedece a un aumento de la circulación sanguínea bajo la piel.

### Fase del orgasmo
El orgasmo surge tras las fases de excitación y meseta. Las pulsaciones cardíacas y la respiración llegan a su máxima frecuencia e intensidad. Se produce una gran tensión muscular y contracciones involuntarias del miembro viril, de los músculos vaginales y del esfínter anal. En el varón habitualmente se produce la eyaculación. Se produce dilatación pupilar fugaz.  Además de la respuesta física,  se produce una respuesta emocional muy variada y específica de cada individuo como manifestación de placer: suspiros, gritos, gruñidos, llanto o risa, aunque también puede haber orgasmo sin manifestaciones emocionales elocuentes.
La mayoría de las mujeres, 70-80% en las estadísticas generales, necesita estimulación clitoriana directa (puede ser manual, oral u otra fricción concentrada contra la parte externa del clítoris) para alcanzar el orgasmo.

### Fase de resolución
Es el restablecimiento paulatino de la normalidad física y psíquica, tras haber alcanzado el orgasmo. 
El varón experimenta un período refractario, durante el cual es incapaz de volver a excitarse, o de hacerlo con la misma intensidad. La mujer, en cambio, no tiene periodo refractario y es capaz de alcanzar orgasmos múltiples y frecuentes.